# Ibicaré
Ibicaré är en kommun i Brasilien.   Den ligger i delstaten Santa Catarina, i den södra delen av landet, 1 300 km söder om huvudstaden Brasília. Antalet invånare är 3 373.
I omgivningarna runt Ibicaré växer huvudsakligen savannskog. Runt Ibicaré är det ganska glesbefolkat, med 36 invånare per kvadratkilometer.